# Avicii
Tim Bergling (Stockholm, 8 september 1989 – Masqat, 20 april 2018), beter bekend onder zijn artiestennaam Avicii, was een Zweeds dj en muziekproducent. Het pseudoniem Avicii is gebaseerd op Avīci, het laagste niveau in de boeddhistische hel. Eerder bracht hij ook enkele nummers uit onder de namen Tim Berg en Tom Hangs. Hij brak internationaal door met zijn hitsingle Bromance en behaalde successen met onder meer Levels, Wake Me Up, Hey Brother, Waiting for Love, Addicted to You, The Nights, Without You en het postuum uitgebrachte SOS.

## Loopbaan
Bergling tekende in mei 2007 een contract bij platenlabel Dejfitts Plays, nadat hij een remix uitbracht van het Commodore 64-spel Lazy Jones. Dit nummer leidde tot zijn eerste release bij Strike Recordings, getiteld Lazy Lace. In 2010 bracht Avicii een samenwerking uit met de Zweedse dj John Dahlbäck, getiteld Don't Hold Back. Daarnaast werkte Avicii met grote namen als Tiësto en Sebastian Ingrosso. Zijn werk is vooral gebaseerd op elektronische muziek, maar EMI besloot in 2010 ook een vocale versie van zijn nummer Bromance uit te brengen met de titel Seek Bromance. Dit nummer werd opgenomen met de Engelse zangeres Amanda Wilson. Ook werd zijn remix van Rapture van Nadia Ali in 2010 een hit. In oktober 2010 tekende Avicii een platencontract bij EMI. In 2012 en 2013 werd Avicii verkozen tot 3e in de jaarlijkse top 100 van DJ Magazine van de populairste dj's. In de jaren erna werd hij achtereenvolgens 6e, 7e en 11e.
Zijn hoge notering op laatstgenoemde lijst kwam mede door de internationale commerciële successen van Levels (2011), I Could Be the One (2012) en Wake Me Up (2013). Wake Me Up stond in Nederland zelfs na twee weken al bovenaan in zowel de Single Top 100 als de Nederlandse Top 40 en werd de bestverkochte single van Nederland in 2013, zo blijkt uit de verkoopjaarlijst van GfK Dutch Charts. Hey Brother, de derde single van het album True, kwam na vijf weken eveneens bovenaan te staan in de Nederlandse Top 40 en de Ultratop 50.
In 2014 werkte hij met Coldplay-zanger Chris Martin aan A Sky Full of Stars, dat Coldplay later uitbracht op hun album Ghost Stories. Ook werkte hij samen met Coldplay en Beyoncé aan Hymn for the Weekend. Hij werkte ook mee aan Lovers on the Sun van David Guetta.
Op 8 september 2014, op zijn 25e verjaardag, werd bekend dat alle aankomende optredens van de dj werden afgezegd wegens ernstige gezondheidsproblemen. Op 29 maart 2016 kondigde de dj aan in augustus 2016 te stoppen met touren. Wel bleef hij actief als producer.
Op 10 augustus 2017 bracht hij de ep Avīci(01) uit met vijf nieuwe nummers en een remix. Dit zou de eerste ep zijn van een driedelige serie maar door zijn overlijden is deze serie nooit verder gekomen dan het eerste deel.
Op 6 juni 2019 kwam postuum het album Tim uit. Dit album zou in eerste instantie zestien nummers bevatten, maar dit werden er uiteindelijk twaalf. Dit album was het eerste album van Bergling dat de nummer 1-positie behaalde in de Nederlandse Album Top 100. De opbrengsten van dit album gingen volledig naar de "Tim Bergling Foundation". Op dit album staan onder andere de nummers SOS, Tough Love en Heaven.
Na Berglings overlijden werd in 2020 zijn nummer Forever Yours (samen met de Noorse dj Kygo en de Zweedse zanger Sandro Cavazza) uitgebracht. Het nummer was in 2016 geschreven door Cavazza tijdens een roadtrip met Bergling door Amerika, maar het was nooit afgemaakt. Kygo voltooide het nummer twee jaar later alsnog. Ook hiervan gingen de opbrengsten naar de Tim Bergling Foundation.

### Invloeden
De muziek van Avicii is beïnvloed door die van onder meer Basshunter, Laidback Luke, Sebastian Ingrosso, Steve Angello, Axwell, Eric Prydz en Daft Punk.

### Overlijden
Bergling werd op 20 april 2018 dood aangetroffen op het landgoed van een familielid van de sultan in de buurt van Masqat, de hoofdstad van Oman. Op 26 april 2018 bracht zijn familie een open brief uit over de dood van Bergling. De brief impliceerde zelfdoding: "Onze geliefde Tim was een zoeker, een breekbare artistieke ziel die zocht naar antwoorden op existentiële vragen. Een perfectionist die reisde en werkte in een tempo dat leidde tot extreme stress." "Hij kon niet langer verder. Hij wilde rust vinden. Tim was niet gemaakt voor de zakelijke machine waarin hij zich bevond. Hij was een gevoelige jongen, die van zijn fans hield maar de schijnwerpers liever meed." Bergling werd 28 jaar. Vlak voor zijn dood had hij bijna een nieuw album klaar. Bergling ligt begraven op begraafplaats bij de Hedvig Eleonorakerk in Stockholm.
Op 6 april 2019 werd bekend dat het album dat Bergling vlak voor zijn dood bijna had afgerond, toch uitgebracht zal worden. De songwriters met wie Bergling samenwerkte hebben de nummers afgemaakt. Zijn ouders hebben besloten het album dat op 6 juni 2019 uitkwam Tim te noemen. De opbrengsten van dit album gaan naar de Tim Bergling Foundation. Dit is een goed doel dat zich richt op hoe om te gaan met zelfdoding en psychische klachten. Bovendien zet het zich in voor de bestrijding van de klimaatverandering, bedrijfsontwikkeling en bedreigde diersoorten.

### Avicii Arena
Op 19 mei 2021 werd bekendgemaakt dat de arena in Globen City te Stockholm (de Ericsson Globe) de naam als eerbetoon had gewijzigd in Avicii Arena.

### Biografie
In november 2021 kwam het boek "Tim" uit. Het boek werd geschreven door Måns Mosesson en gaat over het leven van Bergling. In het boek komen verhalen en foto's inzake het leven van Bergling voor. Ook zijn er e-mails, notities, fragmenten uit Bergling zijn dagboek en SMS-gesprekken te lezen. De opbrengsten van het boek gaan naar de Tim Bergling Foundation.

## Discografie

### Albums
| Album met eventuele hitnotering(en) in de Nederlandse Album Top 100 | Datum van verschijnen | Datum van binnenkomst | Hoogste positie | Aantal weken | Opmerkingen   |
| ------------------------------------------------------------------- | --------------------- | --------------------- | --------------- | ------------ | ------------- |
| True                                                                | 2013                  | 21-09-2013            | 2               | 64           |               |
| Stories                                                             | 2015                  | 10-10-2015            | 7               | 37           |               |
| Tim                                                                 | 2019                  | 15-06-2019            | 1(1wk)          | 34           | Postuum album |

| Album met hitnotering(en) in de Vlaamse Ultratop 200 albums | Datum van verschijnen | Datum van binnenkomst | Hoogste positie | Aantal weken | Opmerkingen   |
| ----------------------------------------------------------- | --------------------- | --------------------- | --------------- | ------------ | ------------- |
| True                                                        | 13-09-2013            | 21-09-2013            | 5               | 120*         |               |
| True (Avicii by Avicii)                                     | 21-03-2014            | 05-04-2014            | 29              | 18           |               |
| True/True (Avicii by Avicii)                                | 06-06-2014            | 16-08-2014            | 173             | 1            |               |
| Stories                                                     | 02-10-2015            | 10-10-2015            | 7               | 36           |               |
| Tim                                                         | 07-06-2019            | 15-06-2019            | 1(1wk)          | 53           | Postuum album |

### Singles
| Single met eventuele hitnotering(en) in de Nederlandse Top 40 | Datum van verschijnen | Datum van binnenkomst | Hoogste positie | Aantal weken | Opmerkingen                                                                                               |
| ------------------------------------------------------------- | --------------------- | --------------------- | --------------- | ------------ | --- |
| Bromance                                                      | 14-06-2010            | 03-07-2010            | 2               | 21           | als Tim Berg / Nr. 5 in de Single Top 100 / Nr. 3 in de Mega Top 50                                       |
| My Feelings for You                                           | 13-12-2010            | 18-09-2010            | 24              | 8            | met Sebastien Drums / Nr. 51 in de Single Top 100 / Nr. 46 in de Mega Top 50                              |
| iTrack                                                        | 2010                  | 06-11-2010            | 30              | 4            | als Tim Berg / met Oliver Ingrosso & Otto Knows / Nr. 53 in de Single Top 100                             |
| Tweet It                                                      | 2010                  | 25-12-2010            | tip15           | -            | als Tim Berg / met Norman Doray & Sebastien Drums                                                         |
| Street Dancer                                                 | 29-03-2011            | 12-03-2011            | 33              | 4            | Nr. 67 in de Single Top 100                                                                               |
| Penguin                                                       | 2011                  | -                     |                 |              | Nr. 60 in de Single Top 100                                                                               |
| Blessed                                                       | 06-03-2012            | 10-09-2011            | 9               | 17           | als Tom Hangs / met Shermanology / Nr. 22 in de Single Top 100 / Nr. 17 in de Mega Top 50                 |
| Fade into Darkness                                            | 16-07-2011            | 17-09-2011            | 27              | 5            | vocale remix van Penguin                                                                                  |
| Levels                                                        | 28-10-2011            | 08-10-2011            | 4               | 24           | Nr. 3 in de Single Top 100 / Nr. 4 in de Mega Top 50                                                      |
| Silhouettes                                                   | 27-04-2012            | 16-06-2012            | 35              | 4            | Nr. 43 in de Single Top 100 / Nr. 42 in de Mega Top 50                                                    |
| Run Away                                                      | 16-07-2012            | 18-08-2012            | tip20           | -            | als Tim Berg / met Kate Ryan                                                                              |
| Superlove (Remix)                                             | 29-05-2012            | 22-09-2012            | 15              | 7            | met Lenny Kravitz / Nr. 25 in de Single Top 100 / Nr. 13 in de Mega Top 50                                |
| Dancing in My Head                                            | 08-10-2012            | 03-11-2012            | tip14           | -            | met Eric Turner                                                                                           |
| I Could Be the One                                            | 31-12-2012            | 05-01-2013            | 7               | 18           | met Nicky Romero / Nr. 15 in de Single Top 100 / Nr. 6 in de Mega Top 50                                  |
| X You                                                         | 26-02-2013            | 16-03-2013            | tip8            | -            | Nr. 83 in de Single Top 100                                                                               |
| We Write the Story                                            | 18-05-2013            | -                     |                 |              | met B&B & Choir / Nr. 73 in de Single Top 100                                                             |
| Wake Me Up                                                    | 17-06-2013            | 29-06-2013            | 1(11wk)         | 34           | Nr. 1 in de Single Top 100 / Nr. 1 in de Mega Top 50 / bestverkochte single van 2013 / Alarmschijf        |
| You Make Me                                                   | 30-08-2013            | 14-09-2013            | 20              | 7            | Nr. 29 in de Single Top 100 / Nr. 18 in de Mega Top 50                                                    |
| Hey Brother                                                   | 28-10-2013            | 19-10-2013            | 1(4wk)          | 30           | Nr. 2 in de Single Top 100 / Nr. 1 in de Mega Top 50                                                      |
| Addicted to You                                               | 17-02-2014            | 15-02-2014            | 6               | 21           | Nr. 5 in de Single Top 100 / Nr. 3 in de Mega Top 50 / Alarmschijf                                        |
| Lay Me Down                                                   | 21-04-2014            | 26-04-2014            | tip4            | -            | met Adam Lambert & Nile Rodgers                                                                           |
| Dar um jeito (We Will Find a Way)                             | 2014                  | 24-05-2014            | tip17           | -            | met Santana, Wyclef & Alexandre Pires                                                                     |
| The Days                                                      | 03-10-2014            | 18-10-2014            | 10              | 14           | met Robbie Williams / Nr. 16 in de Single Top 100 / Nr. 14 in de Mega Top 50                              |
| The Nights                                                    | 01-12-2014            | 10-01-2015            | 19              | 8            | Nr. 20 in de Single Top 100 / Nr. 25 in de Mega Top 50 / Alarmschijf                                      |
| Waiting for Love                                              | 2015                  | 06-06-2015            | 6               | 21           | Nr. 5 in de Single Top 100 / Nr. 7 in de Mega Top 50                                                      |
| For a Better Day                                              | 2015                  | 19-09-2015            | 17              | 11           | Nr. 22 in de Single Top 100 / Nr. 18 in de Mega Top 50                                                    |
| Broken Arrows                                                 | 2015                  | 07-11-2015            | tip3            | -            | Nr. 86 in de Single Top 100                                                                               |
| Back Where I Belong                                           | 2016                  | 11-06-2016            | tip3            | -            | met Otto Knows                                                                                            |
| Without You                                                   | 2017                  | 26-08-2017            | 5               | 27           | met Sandro Cavazza / Nr. 13 in de Single Top 100 / Nr. 9 in de Mega Top 50                                |
| Lonely Together                                               | 2017                  | 09-12-2017            | 24              | 6            | met Rita Ora / Nr. 22 in de Single Top 100                                                                |
| Wake Me Up                                                    | 17-06-2013            | 28-04-2018            | 18              | 4            | Re-entry / Nr. 11 in de Single Top 100                                                                    |
| SOS                                                           | 10-04-2019            | 20-04-2019            | 1(3wk)          | 20           | met Aloe Blacc / postuum uitgebracht / Alarmschijf / Nr. 2 in de Single Top 100 / Nr. 1 in de Mega Top 50 |
| Tough Love                                                    | 10-05-2019            | 11-05-2019            | tip9            | -            | met Agnes en Vargas & Lagola / Nr. 60 in de Single Top 100                                                |
| Heaven                                                        | 06-06-2019            | 15-06-2019            | 9               | 16           | Nr. 16 in de Single Top 100 / Alarmschijf                                                                 |
| Bad Reputation                                                | 2019                  | -                     |                 |              | met Joe Janiak / Nr. 84 in de Single Top 100                                                              |
| Hold the Line                                                 | 2019                  | -                     |                 |              | met Arizona / Nr. 93 in de Single Top 100                                                                 |
| Heart upon My Sleeve                                          | 2019                  | -                     |                 |              | met Imagine Dragons / Nr. 96 in de Single Top 100                                                         |
| Peace of Mind                                                 | 2019                  | -                     |                 |              | met Vargas & Lagola / Nr. 99 in de Single Top 100                                                         |
| Fades Away - Tribute concert version                          | 2019                  | 07-12-2019            | tip8            | -            | met MishCatt                                                                                              |
| Forever Yours (Tribute)                                       | 2020                  | 08-02-2020            | 25              | 16           | met Kygo & Sandro Cavazza / Nr. 64 in de Single Top 100                                                   |

| Single met hitnotering(en) in de Vlaamse Ultratop 50 | Datum van verschijnen | Datum van binnenkomst | Hoogste positie | Aantal weken | Opmerkingen                                                             |
| ---------------------------------------------------- | --------------------- | --------------------- | --------------- | ------------ | ----------------------------------------------------------------------- |
| Bromance                                             | 14-06-2010            | 31-07-2010            | 1(1wk)          | 27           | als Tim Berg / Goud                                                     |
| Penguin                                              | 2011                  | 06-08-2011            | tip16           | -            |                                                                         |
| Collide                                              | 29-08-2011            | 10-09-2011            | tip13           | -            | met Leona Lewis                                                         |
| Levels                                               | 28-10-2011            | 12-11-2011            | 4               | 27           | Goud                                                                    |
| Blessed                                              | 01-04-2011            | 19-11-2011            | tip56           | -            | als Tom Hangs / met Shermanology                                        |
| Silhouettes                                          | 14-05-2012            | 19-05-2012            | tip4            | -            |                                                                         |
| Superlove (Remix)                                    | 06-06-2012            | 30-06-2012            | tip7            | -            | met Lenny Kravitz                                                       |
| Run Away                                             | 16-07-2012            | 21-07-2012            | tip37           | -            | als Tim Berg / met Kate Ryan                                            |
| Last Dance                                           | 27-11-2012            | 05-01-2013            | tip19           | -            |                                                                         |
| I Could Be the One                                   | 29-12-2012            | 19-01-2013            | 8               | 19           | met Nicky Romero / Goud                                                 |
| X You                                                | 22-02-2013            | 23-03-2013            | tip34           | -            |                                                                         |
| Wake Me Up                                           | 17-06-2013            | 29-06-2013            | 1(5wk)          | 47           | Nr. 1 in de Radio 2 Top 30 / 4× platina / bestverkochte single van 2013 |
| You Make Me                                          | 30-08-2013            | 21-09-2013            | 20              | 11           |                                                                         |
| Hey Brother                                          | 28-10-2013            | 16-11-2013            | 3               | 24           | Nr. 14 in de Radio 2 Top 30 / Goud                                      |
| Addicted to You                                      | 20-01-2014            | 01-03-2014            | 5               | 17           | Goud                                                                    |
| Dar um jeito (We Will Find a Way)                    | 05-05-2014            | 17-05-2014            | tip16           | -            | met Santana, Wyclef & Alexandre Pires                                   |
| Lay Me Down                                          | 19-05-2014            | 14-06-2014            | tip4            | -            |                                                                         |
| The Days                                             | 03-10-2014            | 11-10-2014            | tip2            | -            |                                                                         |
| Divine Sorrow                                        | 17-11-2014            | 29-11-2014            | tip23           | -            | met Wyclef                                                              |
| The Nights                                           | 01-12-2014            | 17-01-2015            | 14              | 15           |                                                                         |
| Waiting for Love                                     | 22-05-2015            | 13-06-2015            | 15              | 16           | Platina                                                                 |
| For a Better Day                                     | 31-08-2015            | 12-09-2015            | tip3            | -            |                                                                         |
| Broken Arrows                                        | 04-12-2015            | 28-11-2015            | tip12           | -            |                                                                         |
| Back Where I Belong                                  | 03-06-2016            | 25-06-2016            | tip             | -            | met Otto Knows                                                          |
| Without You                                          | 11-08-2017            | 02-09-2017            | 15              | 21           | met Sandro Cavazza / Platina                                            |
| Lonely Together                                      | 11-08-2017            | 09-12-2017            | 36              | 10           | met Rita Ora / Goud                                                     |
| You Be Love                                          | 11-08-2017            | 20-01-2018            | tip             | -            | met Billy Raffoul                                                       |
| SOS                                                  | 11-04-2019            | 20-04-2019            | 2               | 24           | met Aloe Blacc                                                          |
| Tough Love                                           | 10-05-2019            | 18-05-2019            | tip18           | -            | met Agnes, Vargas & Lagola                                              |
| Heaven                                               | 07-06-2019            | 15-06-2019            | 15              | 19           |                                                                         |
| Fades Away - Tribute concert version                 | 2019                  | 14-12-2019            | tip2            | -            | met MishCatt                                                            |
| Forever Yours (Tribute)                              | 2020                  | 01-02-2020            | tip8            | -            | met Kygo & Sandro Cavazza                                               |

### NPO Radio 2 Top 2000
| Nummers met noteringen in de NPO Radio 2 Top 2000 | '13  | '14 | '15  | '16  | '17  | '18 | '19  | '20  | '21  | '22  | '23  | '24  |
| ------------------------------------------------- | ---- | --- | ---- | ---- | ---- | --- | ---- | ---- | ---- | ---- | ---- | ---- |
| A Sky Full Of Stars (met Coldplay)                | ×    | 667 | 198  | 220  | 263  | 146 | 146  | 136  | 148  | 108  | 68   | 89   |
| Addicted to You                                   | ×    | -   | 1137 | 1758 | 1965 | 807 | 1038 | 1361 | 1431 | 1749 | 1689 | 1743 |
| Heaven (met Chris Martin)                         | ×    | ×   | ×    | ×    | ×    | ×   | -    | 1383 | 1803 | -    | -    | -    |
| Hey Brother                                       | 1253 | 339 | 416  | 751  | 841  | 234 | 348  | 438  | 420  | 574  | 605  | 651  |
| Levels                                            | -    | -   | -    | -    | -    | 260 | 392  | 445  | 433  | 505  | 568  | 569  |
| The Days (met Robbie Williams)                    | ×    | -   | 1678 | -    | -    | -   | -    | -    | -    | -    | -    | -    |
| Waiting for Love                                  | ×    | ×   | -    | -    | -    | -   | -    | -    | -    | 1771 | 1817 | -    |
| Wake Me Up (met Aloe Blacc)                       | 1103 | 236 | 276  | 494  | 633  | 100 | 161  | 223  | 256  | 339  | 346  | 293  |

1. ↑  Een '-' betekent dat het nummer niet was genoteerd, een '×' betekent dat het nummer nog niet was uitgebracht en een vetgedrukt getal geeft de hoogste notering van een nummer aan.
2. ↑  2013 was het eerste jaar met een notering voor Avicii.

- Bibsys: 13023086
- Bibliothèque nationale de France: cb16524131s (data)
- Gemeinsame Normdatei: 1042223254
- International Standard Name Identifier: 0000 0001 1928 1541
- Library of Congress Control Number: no2011136918
- MusicBrainz: c85cfd6b-b1e9-4a50-bd55-eb725f04f7d5
- Bibliotheek van het Japanse parlement: 032943647
- Nationale Bibliotheek van Tsjechië: xx0149131
- Istituto Centrale per il Catalogo Unico: MODV653175
- LIBRIS: 410929
- Système universitaire de documentation: 158163990
- Virtual International Authority File: 170511480
- WorldCat: E39PBJgMBYhfmBmmfYtfM9mfMP